# Paredones
Paredones es una comuna de la zona central de Chile ubicada en la provincia Cardenal Caro, en la Región del Libertador General Bernardo O'Higgins.
Integra junto con las comunas de Placilla, Pichilemu, Chépica, Santa Cruz, Pumanque, Palmilla, Peralillo, Navidad, Lolol, Litueche, La Estrella, Marchigüe y Nancagua el distrito electoral N.º 35 y pertenece a la 9.ª circunscripción senatorial (O'Higgins).
Su cabecera, el pueblo de Paredones, está asentada en una pequeña planicie rodeado de quebradas y cerros que justifican plenamente su nombre. Paredones destaca por su arquitectura de adobe y teja, como así también, la producción de quinoa, cereal de grandes propiedades alimenticias, que es muy utilizado en la cocina americana, en la elaboración de diferentes platos de la gastronomía tradicional.
Se pueden encontrar diversos tipos de artesanías como chupallas de paja de trigo de Cutemu y Carrizalillo, mantas, choapinos y frazadas costinas de la localidad de Cabeceras.

## Historia
Francisco Astaburoaga en 1899 en su Diccionario Geográfico de la República de Chile : 518  escribió sobre el lugar:

Paredones.-—Aldea del departamento de Vichuquén situada por los 34° 40' Lat. y 71° 54' Lon. a unos 30 kilómetros hacia el N. de su capital y 9 poco más ó menos al E. de la laguna de Bucalemu del mismo departamento. Está asentada en la orilla norte de una pequeña corriente de agua que baja al O. desde unas alturas medianas del fundo de la Quesería hasta perderse en el extremo oriental de dicha laguna. Contiene una población de 567 habitantes, iglesia parroquial, dos escuelas gratuitas, oficinas de registro civil y de correo y casas sencillas; es asiento de municipio, cuyo territorio es la subdelegación de su nombre y la de Pumanque. En el sitio que ocupa y parajes inmediatos se notaban á mediados del siglo anterior antiguos pedazos de tapias, y de aquí se le transmitió el nombre.

Además, el geógrafo Luis Risopatrón describe a Paredones como una ‘aldea’ en su libro Diccionario Jeográfico de Chile en el año 1924: : 633 

Paredones (Aldea) 34° 41' 71° 55'. Es de casas sencillas, cuenta con servicio de correos, rejistro civil i escuelas públicas i está asentada en una pequeña i elevada meseta, en la márjen N de una pequeña corriente de agua; se halla rodeada de cerros, en los que se cultiva el trigo i la cebada i se encuentra hácia el E de la laguna de Bucalemu i del caserío de San Francisco de La Palma.

## Medio ambiente

### Geografía

Trazado simplificado de los ecosistemas y cuerpos de agua presentes en la comuna de Paredones.

La comuna de Paredones se encuentra emplazada en las unidades geomorfológicas de Llanos de sedimentación fluvial o aluvional, Planicie marina o fluviomarina y Cordillera de la costa; y presenta según la clasificación climática de Köppen clima mediterráneo de lluvia invernal (Csb) y clima mediterráneo de lluvia invernal e influencia costera (Csb (i)). Esta además se halla entre las cuencas hidrográficas de Costeras entre límite de la región del Maule y río Mataquito y Costeras del río Rapel y Estero Nilahue. Además, la comuna posee diversos cuerpos de agua, entre los que se destacan el estero Paredones y el estero de la Población.

### Componentes bióticos
Dentro del territorio de la comuna se pueden hallar los siguientes ecosistemas:
- Bosque esclerófilo mediterráneo costero donde predominan Lithrea caustica y Azara integrifolia (En peligro crítico)
- Bosque espinoso mediterráneo costero donde predominan Acacia caven y Maytenus boaria (Vulnerable)

### Medidas de protección ambiental y conflictos socioambientales
Hasta 2022, la comuna de Paredones cuenta con las siguientes zonas que poseen algún nivel de protección ambiental:
- AAVC Palmas De Hualañé (Iniciativa de Conservación Privada)[12]
- Boyeruca (Sitios ERB)[13]
- Cahuil (Sitios ERB)[14]
- Humedal Bucalemu (Humedal urbano)[15]
- laguna  de Bucalemu (Sitios Ley 19.300)[16]

## Administración

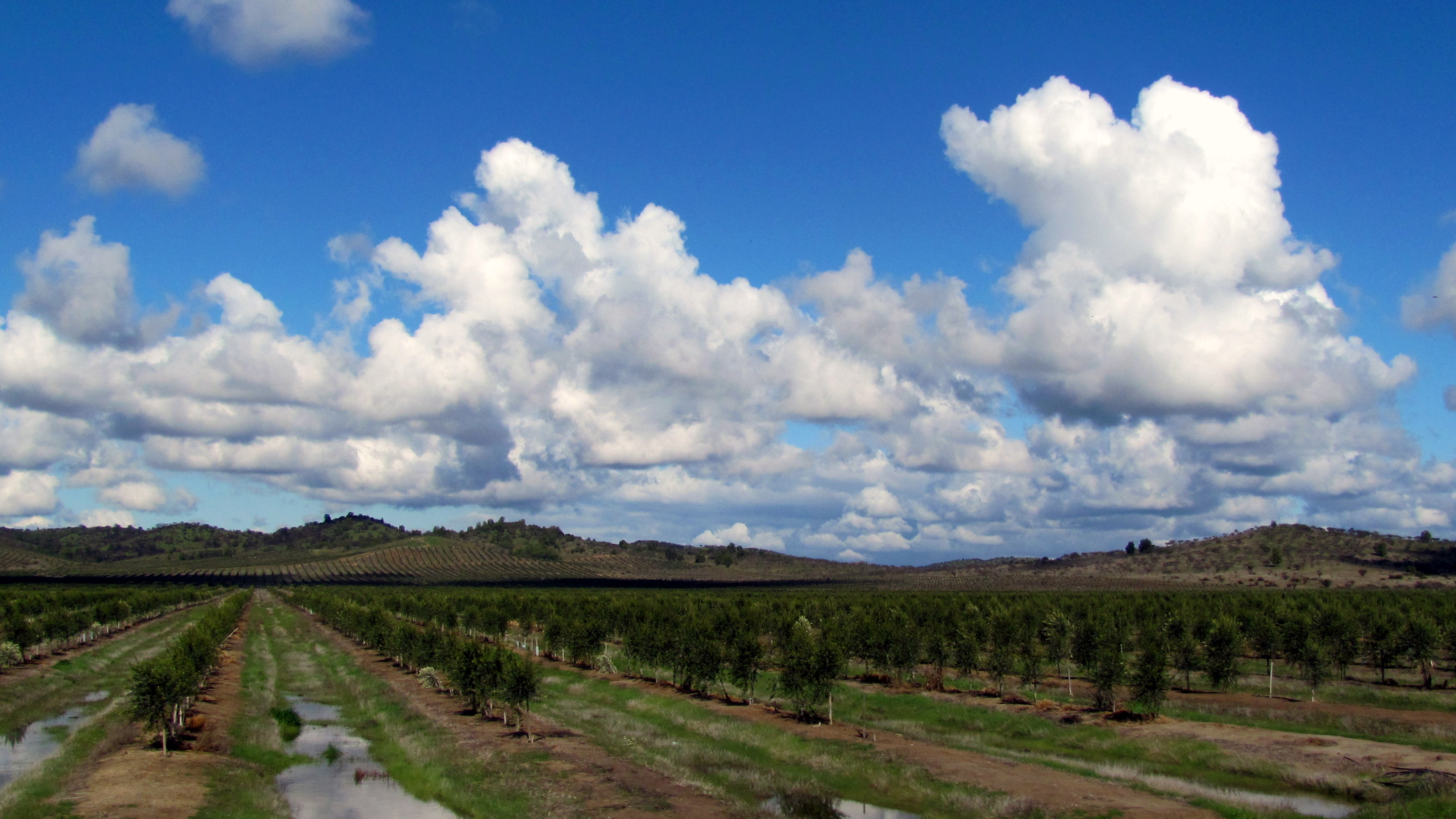
Paisaje de Paredones.

### Municipalidad
La Municipalidad de Paredones para el periodo 2024-2028 es dirigida por el alcalde Moisés Antonio Carvacho (RN-Chile Vamos) y el concejo municipal conformado por los concejales:
- José Manuel Castro (RN)
- Nelson Muñoz Reyes (IND - UDI)
- Manuel Valenzuela Romero (IND - FRVS)
- Patricio Pérez Pastene (IND - Demócratas)
- Camilo Chávez López (Partido Radical)
- Luis Navarro López (PDC)

### Representación parlamentaria
Paredones forma parte de la circunscripción senatorial VIII y del distrito electoral 16. Es representada en la Cámara de Diputados del Congreso Nacional por los siguientes diputados:
- Carla Andrea Morales Maldonado (RN)
- Eduardo Cornejo Lagos (UDI)
- Cosme Mellado Pino (Partido Radical)
- Félix Bugueño Sotelo (Federación Regionalista Verde Social)

En el Senado, la representan:
- Javier Macaya Danús (UDI)
- Juan Luis Castro González (PS)
- Alejandra Sepúlveda Orbenes (Federación Regionalista Verde Social)

## Demografía
La comuna de Paredones abarca una superficie de 562 km² y una población de 6695 habitantes (INE 2002), correspondientes a un 0,0084 % de la población total de la región y una densidad de 11,92 hab/km². Del total de la población, 3133 son mujeres (46,80 %) y 3562 son hombres (53,20 %). Un 67,21% (4.500) corresponde a población rural y un 32,79% (2.195) a población urbana.

## Lugares de interés

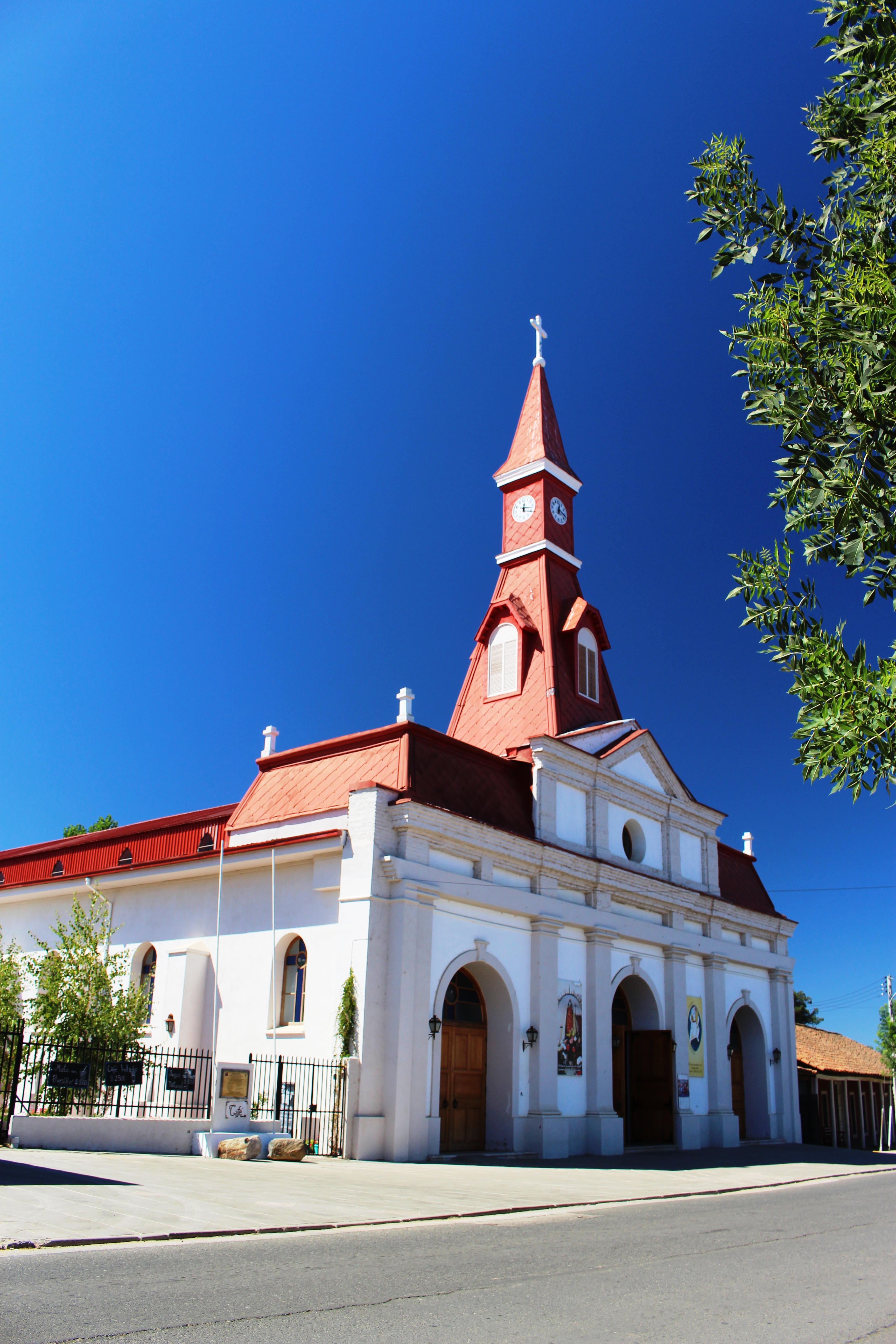
Parroquia Nuestra Señora de las Nieves.

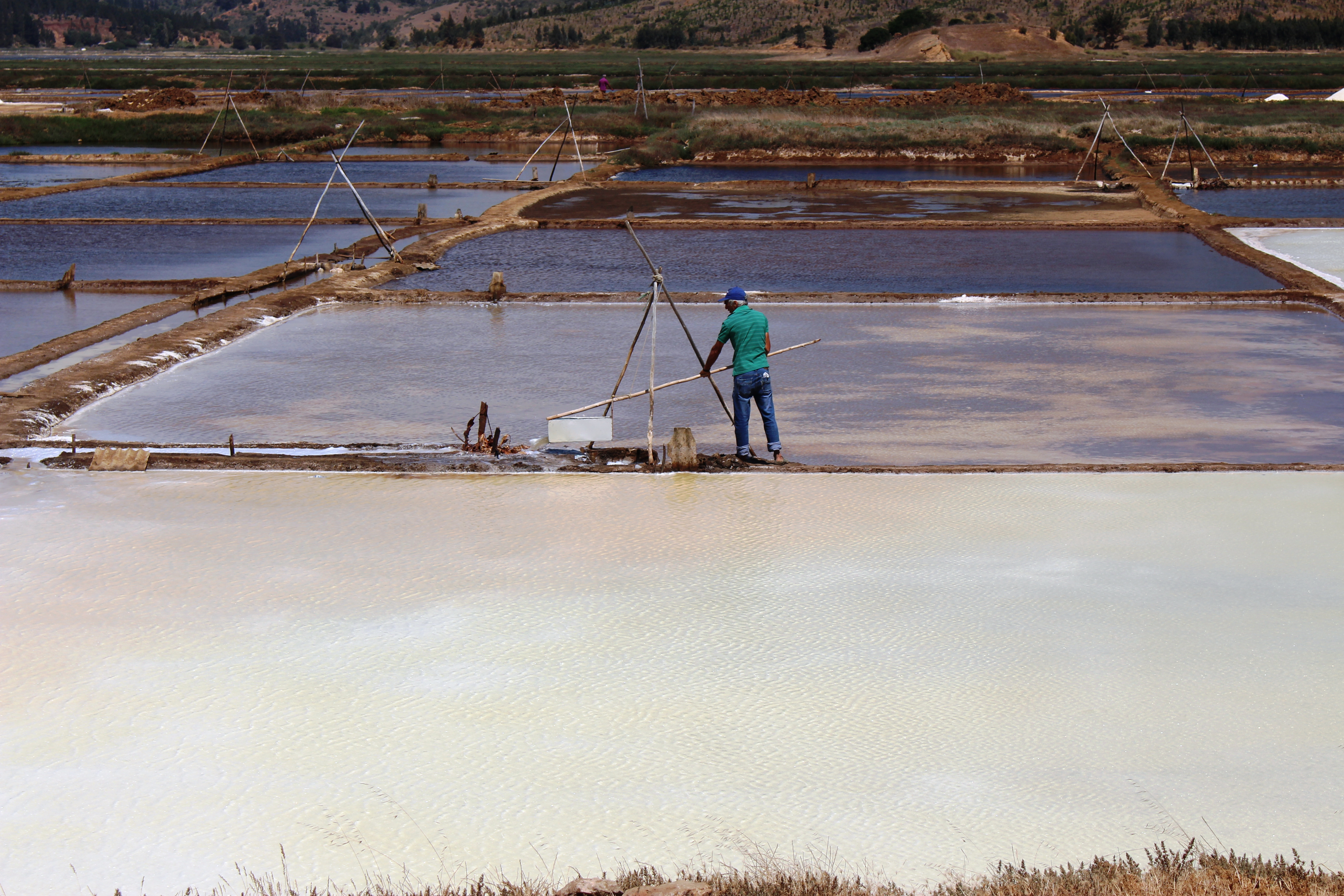
Salinas Lo Valdivia

- Bucalemu: poblado a 37 km al sur de Pichilemu. En la laguna de Bucalemu, es común encontrar cisnes de cuello negro. A los casi cuatro kilómetros de playa, en los cuales se desarrolla una abundante pesca, principalmente de merluza y jaibas, el balneario de Bucalemu posee un mar calmo con una especie de pozón que es la principal atracción turística del lugar.
- Salinas de Lo Valdivia: Ubicadas a 18 km de Paredones, es posible conocer el proceso de extracción de sal de costa, se encuentran activas de octubre a marzo. Estas Salinas en el presente constituyen una verdadera tradición, debido a que se han mantenido durante siglos gracias al esfuerzo y trabajo de nobles hombres y mujeres.
- San Pedro de Alcántara: Ubicado 69 km al sur de Pichilemu, segundo poblado más antiguo de la comuna de Paredones, se formó alrededor de un Convento Franciscano, su principal atractivo es su arquitectura. Es una zona típica y un lugar donde también su iglesia destaca por su arquitectura y antigüedad, ya que data del siglo XVIII. A pocos kilómetros de San Pedro de Alcántara, camino a Cutemu se encuentra a la misteriosa Piedra del Sol, vestigio único de la ruta incaica en la Región.
- Parroquia y museo parroquial de Paredones: La construcción de la parroquia se remonta al 20 de enero de 1884, fecha en que fue colocada la primera piedra. El museo está ubicado en el interior de la parroquia de Nuestra Señora de las Nieves, y cuenta con piezas que datan de principios del siglo XVI de incalculable valor histórico y religioso. Se debe destacar que en 1646 llegó a Paredones una imagen de la Virgen de Las Nieves, la que se mantiene hasta el día de hoy; lo anterior permite establecer que el primer poblado de la comuna fue: "Paredones".[cita requerida] El templo fue dañado por el terremoto de 2010, por lo que fue restaurado, y reabierto en febrero de 2015.[19]